# Wesley Johnson
Wesley JaMarr Johnson (ur. 11 lipca 1987 w Corsicanie w stanie Teksas) – amerykański koszykarz występujący na pozycji niskiego skrzydłowego lub rzucającego obrońcy, obecnie zawodnik Panathinaikosu Ateny. 
Został wybrany w pierwszej rundzie z czwartym numerem draftu 2010 przez Minnesotę Timberwolves.
Koszykarską karierę rozpoczął w 2004. Absolwent uniwersytetu Iowa State i Syracuse, w którym grał w latach 2008-2010. Od 2010 do 2012 grał w Minnesota Timberwolves. W lipcu 2013 związał się z Los Angeles Lakers. Dwa lata później dołączył do składu Clippers.
15 października 2018 trafił do New Orleans Pelicans w zamian za Alexisa Ajinçę. 7 lutego 2019 trafił w wyniku wymiany do Washington Wizards. 5 kwietnia został zwolniony.
22 lipca 2019 został zawodnikiem greckiego Panathinaikosu Ateny.

## Osiągnięcia
Stan na 22 lipca 2019, na podstawie, o ile nie zaznaczono inaczej.
NCAA
- Uczestnik rozgrywek Sweet 16 turnieju NCAA (2010)
- Mistrz sezonu regularnego konferencji Big East (2010)
- Zawodnik roku konferencji Big East (2010)[10]
- MVP turnieju Coaches vs. Classic (2010)
- Zaliczony do:
  - I składu:
    - All-American (2010)
    - Big East (2010)
    - najlepszych pierwszorocznych zawodników Big 12 (2007)
    - turnieju Coaches vs. Classic (2010)

  - składu All-Big 12 Honorable Mention (2008)

NBA
- Zaliczony do II składu debiutantów NBA (2011)[11]
- Uczestnik Rising Stars Challenge (2011)